# Die Fahrt
Die Fahrt ist ein 2007 erschienener Roman von Sibylle Berg. Für die Erstellung des Buches bereiste die Autorin die Orte der Handlung. Das Buch hat 79 Kapitel und ist bei Kiepenheuer & Witsch in Köln erschienen (ISBN 978-3462039122).

## Inhalt
Der Roman beschreibt in kurzen Episoden die Erlebnisse von Reisenden um den Erdball. In den Ausschnitten wird vor allem ein Bild aus Leid und Elend in der Ferne beschrieben. Die Protagonisten suchten das Weite und sehnen sich im Laufe der Episode nach der Heimat. Unter anderem spielt die Handlung in Bombay, Reykjavík, Hongkong, den Hamptons und Berlin aber auch in den Elendsviertel Bombays und der kirgisischen Einöde. Mehrere Episoden sind um den verheerenden Tsunami im Indischen Ozean aufgebaut.

## Stil
Die Protagonisten der Episoden finden sich an wiederkehrenden Orten auf der ganzen Welt wieder. Häufig werden sie dabei in wilder Folge verknüpft und begegnen sich gegenseitig, besuchen dieselben Orte oder lernen dieselben Menschen kennen.

## Rezensionen
- Kristina Maidt-Zinke schreibt in der Süddeutschen unter anderem, Sibylle Berg habe hier die „pseudo-infantile Perspektive“ ihres letzten Buches aufgegeben, um wieder gepflegt zu hassen. Das habe wieder Biss und Schärfe.[1]
- Rolf-Bernhard Essig von der Zeit meint, die Autorin schichte in einer an den Episodenfilm erinnernden Manier Menschenschicksal auf Menschenschicksal aufeinander und bewegt sich dabei durch bekannte und unbekannte Landstriche dieser Erde…Während die Autorin ihre desillusionierenden Einblicke in das Menschenlos, in das überall und stets zu findende "seelische und materielle Elend", darlegt bescheinigt er ihr viele gelungene Sprachbilder und einen sehr dynamischen Erzählfluss.[2]